# Church Creek
Church Creek é uma cidade  localizada no estado americano de Maryland, no Condado de Dorchester.

## Demografia
Segundo o censo americano de 2000, a sua população era de 85 habitantes.
Em 2006, foi estimada uma população de 79, um decréscimo de 6 (-7.1%).

## Geografia
De acordo com o United States Census Bureau tem uma área de
0,8 km², dos quais 0,8 km² cobertos por terra e 0,0 km² cobertos por água. Church Creek localiza-se a aproximadamente 1 m acima do nível do mar.

## Localidades na vizinhança
O diagrama seguinte representa as localidades num raio de 24 km ao redor de Church Creek.